# Angeln Saddleback

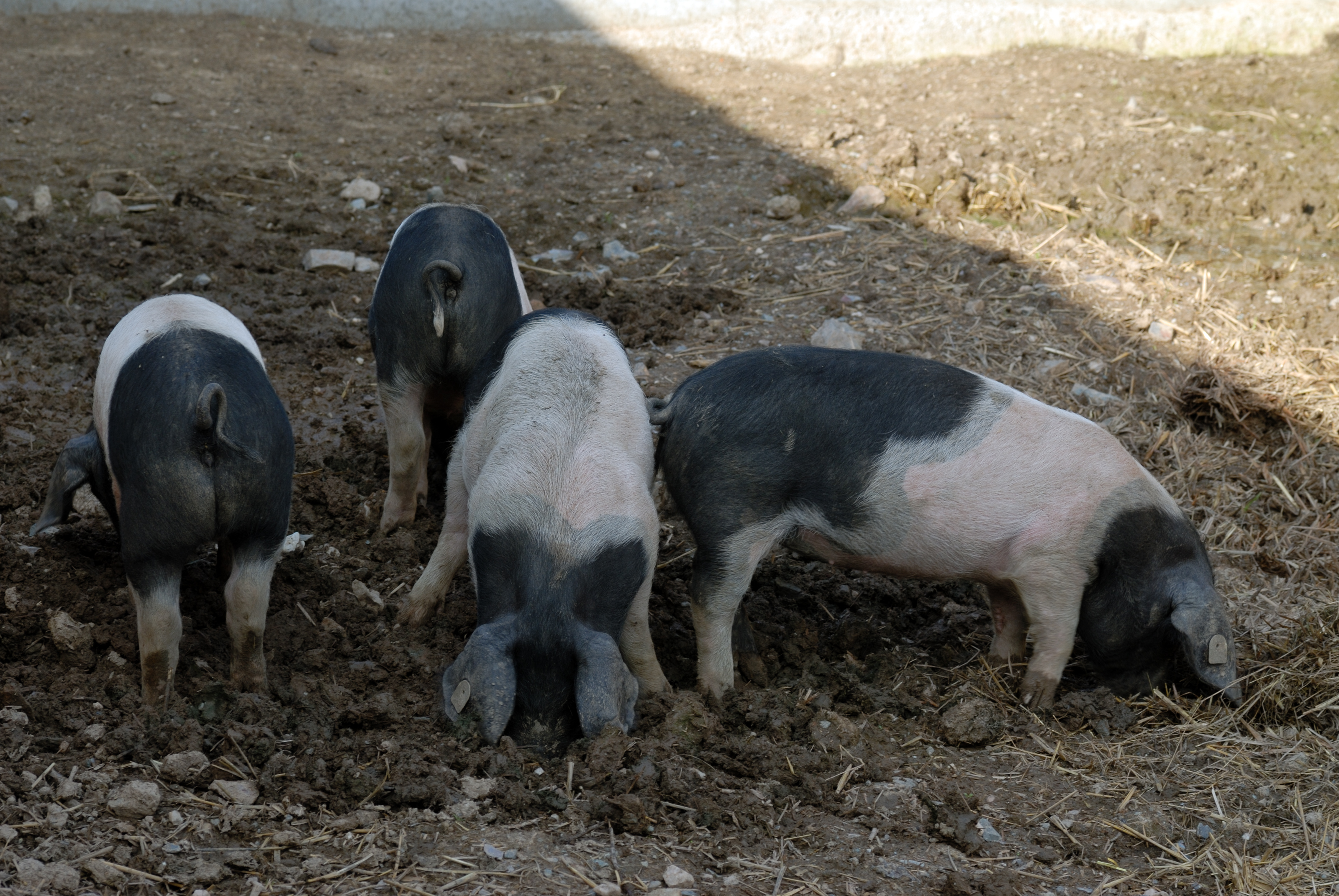
Maiali di razza Angeln Saddleback

La Angeln Saddleback, conosciuta anche come Angler Sattelschwein, è una rara razza suina caratteristica dello Schleswig-Holstein, in Germania.
Ha dimensioni grandi, orecchie cadenti, colore nero con una "cintura bianca attorno al corpo. Bianchi sono anche i piedi.
La razza si originò ad Angeln, incrociando dei Large black-white con degli schiena d'asino del Wessex. Gli fu dato lo status di razza nel 1937; attorno al 1950 alimentava gran parte del commercio locale, ma le nuove tendenze, che non vedono di buon occhio la carne grassa, hanno favorito altre specie meno grassose e la razza è oramai vicina all'estinzione.
Il peso raggiunge i 350 kg ed i 95 cm d'altezza al garrese per i maschi, mentre le femmine restano più piccole, con un peso massimo di 3 quintali.
Le scrofe sono molto fertili e producono molto latte.